# FIDIC
De International Federation of Consulting Engineers (algemeen bekend als FIDIC, acroniem voor de Franse naam Fédération Internationale Des Ingénieurs-Conseils) is de belangrijkste internationale overkoepelende organisatie van nationale verenigingen van adviserende ingenieurs in de bouw. FIDIC heeft zijn kantoor in Genève.
Hiernaast is de organisatie gekend voor de FIDIC-sjablonen voor contractmanagement.

## Geschiedenis
FIDIC werd opgericht tijdens de de Wereldtentoonstelling in Gent in juli 1913. Hiervan waren er 19 officiële afgevaardigden uit de VS, België, Denemarken, Frankrijk, Duitsland, Nederland en Zwitserland, terwijl de rest afkomstig was uit Oostenrijk – Hongarije, Canada, Rusland en het VK. De stichtende leden van FIDIC waren België, Frankrijk en Zwitserland. 

## Diensten
FIDIC heeft als missie de ingenieursbedrijven wereldwijd te vertegenwoordigen, onder meer door de belangen te behartigen van bedrijven, organisaties en ingenieur die adviserende diensten leveren. 
De organisatie publiceerde in 1999 een "veelkleurige waaier" van standaardcontracten, waarin een verschillende contractvoorwaarden werden vastgelegd, afhankelijk van de aanpak van deze werken:
- Het Red Book, dat dateert uit 1957, gaat over bouwwerken en kunstwerken die door de bouwheer zijn ontworpen.
- Het Yellow Book behandelt omstandigheden van design and build, waar de werken (onder meer mechanische, elektrische, bouwkundige, en technieken) worden ontworpen door de aannemer.[5][6]
- Het Silver Book omvat projecten die onder het EPC-systeem vallen (engineering-procurement en construction), waarbij de aannemer naast het ontwerp en de uitvoering, ook de Aankoop voor zich neemt. Dit is vergelijkbaar met sleutel op de deurprojecten.
- Het Green Book is een contractvorm voor repetitieve, relatief eenvoudige werken.
- Het Gold Book, voor design, build, operate & maintain projecten, waarbij de aannemer naast de bouw ook de uitbating voor zich neemt